# ジュグラーの波〜なぜ衛藤美彩はラジオで数字を学ぶのか?〜
『ジュグラーの波〜なぜ衛藤美彩はラジオで数字を学ぶのか?〜』（ジュグラーのなみ〜なぜえとうみさはラジオですうじをまなぶのか?〜、略称：なぜラジ）は、TOKYO FMで放送されていたラジオ番組。

## 概要
「常識的な経済知識」をクイズ形式で学ぶ番組。衛藤美彩が、『なぜ彼女が帳簿の右に売り上げと書いたら世界が変わったのか?』の共著者である公認会計士・澤昭人とともに日常に潜む「数字」にまつわる様々なことを学びながら一般常識としての経済を学び、オトナの女への成長を目指す。

## 番組史
- 2017年10月8日（7日深夜） - 放送開始。
- 2019年1月27日 - 日本酒造組合中央会および『エバンジェリストスクール!』と共同で、「TOKYO FM『&SAKE 20歳からの日本酒』」（15時 - 18時、東郷記念館）を開催。『エバンジェリストスクール!』からは西脇資哲が、当番組からは澤が出席した[3]。
- 2019年3月31日（30日深夜） - 放送終了。

## 放送時間
- 毎週日曜日1時 - 1時30分（土曜日深夜）

## 出演者

### パーソナリティ
- 衛藤美彩（乃木坂46・当時）
- 澤昭人（公認会計士）

### コーナーレギュラー
- 小見川千明（2018年4月8日 - 9月30日）